# 三村元親
三村元親（生年不詳－1575年7月9日）為日本安土桃山時代的大名，備中松山城主。三村家親的次子，母親為阿波三好氏之女。

## 生平
父親家親以毛利氏為後盾、將備中國幾近全域及備前國一部分納入勢力範圍，並謀求將勢力擴展到備前、美作國。永祿9年（1566年）、宇喜多直家因正面攻擊無法取勝，而派遠藤秀清、俊通兄弟以鐵砲將其暗殺。
由於長兄元祐已經成為備中庄氏的養子，因此由元親繼承家督，並向宇喜多氏展開復仇，永祿10年（1567年）時，元親率領約2萬士兵攻進備前國，但卻被僅有5千士兵的宇喜多軍所大敗（明善寺之戰）。此役佐井田城主植木秀長也叛逃至宇喜多家，讓在備中享有威名的三村氏出現衰退，在毛利氏的援助下，元親總算止住頹勢。
永祿12年（1569年）12月，元親為討伐遭宇喜多直家寢返的植木秀長，於是聯合毛利元清、熊谷信直等毛利援軍，但被直家派遣的戶川秀安擊敗，元親自身也負傷而撤退。翌年元龜元年（1570年）1月，直家聯合尼子再興軍的秋上綱平入侵備中，松山城的庄高資、勝資父子及植木秀資（秀長之子）也同時舉兵攻克石川久式守備的幸山城，及杉山城的細川道薫。元龜2年（1571年）2月，趁庄勝資不在期間，元親與毛利元清共同進攻松山城及猿掛城，並討取庄高資，但在趁勝利餘威打算將佐井田城奪回時，被庄勝資及植木秀資擊敗。
同年9月，與兄長庄元祐及叔父三村親成再度進攻植木秀資守備的佐井田城，但被浦上家臣岡本秀廣及宇喜多家臣岡家利、花房職秀率領的佐井田城的援軍擊敗，元祐戰死。
之後，天正2年（1574年）、因為毛利氏和有不共戴天之仇的宇喜多直家結盟，元親不顧叔父三村親成、竹井氏等一部分重臣的反對，決心勾結織田信長，反叛毛利氏。此外，也在同年支援受到宇喜多直家叛亂之苦的浦上宗景及三浦貞廣。
相對於認為這是毛利家中大事而進言討伐三村氏的小早川隆景，吉川元春（本身也反對毛利氏和宇喜多氏結盟）進言應直接和元親見面，勸說他回心轉意以避免用兵。可是，負責山陰道的元春進言不被接受，而採用負責山陽道的隆景意見（備中國在山陽道）。同年11月，由出雲國庄勝資及植木秀資組成的三村討伐軍，開始侵攻備中的佐井田城。
毛利軍難以攻下在元親手中要塞化的本城備中松山城，於是採取先將周圍支城依序攻下的作戰方式。11月中首先是杠城陷落，元親的弟弟三村元範自害，12月23日三村兵部放棄猿掛城而退往松山城，天正3年（1575年）1月1日國吉城陷落、20日美袋城、29日鬼身城陷落。在支城紛紛陷落後，毛利軍包圍備中松山城進行持久戰，並在4月開始收割備中、美作國境的小麥。在寡不敵眾的情形下，城池終於在5月22日淪陷。元親聽從家臣意見，和妻子、家臣一起逃出，但在途中受了重傷，於是派出使者向毛利軍提出切腹的請求。元親在毛利家中舊識粟屋元方的照看下，留下辭世詩數首在松連寺切腹自殺。以下是其中一首：
（人，不過是借用名字的軀體；我的生命如同消失的露水，回歸到原本的水滴。）
三村氏最後的據點，元親的妹婿上野高德駐守的常山城也被包圍攻破。
元親是個精通詩歌等雅致學問的文化人，和細川藤孝也有深交。據說在元親困守備中松山城時，藤孝曾送去《八雲集》；元親自殺之際，也贈與藤孝一首詩歌。之後，元親之子勝法師丸被捕，雖然懇求饒命，但小早川隆景擔心他的聰明伶俐會在將來造成危害，還是將其殺害。至此，戰國大名三村氏的血脈完全斷絕，元親的叔父親成等旁支以他國家臣的身分延續下去。
元親之墓位在源樹寺及賴久寺（都在岡山縣高粱市內）等數個地方。

## 關聯項目
- 備中兵亂